# Colibri de Bouguer
Urochroa bougueri
Espèce
Répartition géographique
Statut de conservation UICN

 LC  : Préoccupation mineure
Statut CITES
Le Colibri de Bouguer (Urochroa bougueri) est une espèce d'oiseaux de la famille des Trochilidae.
Son nom est en l'honneur du physicien et scientifique Pierre Bouguer (1698-1758).

## Répartition
Cet oiseau vit dans les forêts humides du sud de la Colombie, en Équateur et dans le nord du Pérou.

## Sous-espèces
Selon Alan P. Peterson (2 août 2011), deux sous-espèces sont reconnues :
- U. b. bougueri (Bourcier, 1851) ;
- U. b. leucura Lawrence, 1864.